# Тотари (Казерта)
Тотари је насеље у Италији у округу Казерта, региону Кампанија.
Према процени из 2011. у насељу је живело 309 становника. Насеље се налази на надморској висини од 125 м.